# Курилов Володимир Ілліч
Володимир Ілліч Курилов (2 грудня 1926 — 16 травня 1998) — снайпер 986-го стрілецького полку, 230-ї стрілецької дивізії, 9-го стрілецького корпусу, 5-ї ударної армії, 1-го Білоруського фронту, єфрейтор.

## Біографія
Народився 2 грудня 1926 року в місті Маріуполь. Закінчив 6 класів. Працював на заводі «Азовсталь».
У Червоній армії з листопада 1943 року. Пройшовши навчання, служив снайпером. Учасник Німецько-радянської війни з листопада 1943 року. Відзначився у боях на підступах до Берліна та у місті 20-28 квітня 1945 року. 2 травня 1945 року на одній із колон рейхстагу В. І. Курилов одним із перших залишив свій автограф: «Мы из Донбасса ‒ Владимир Курилов» (укр. «Ми з Донбасу — Володимир Курилов»).
Указом Президії Верховної ради СРСР 15 травня 1946 року за зразкове виконання бойових завдань командування та виявлені при цьому мужність та героїзм єфрейтору Курилову Володимиру Іллічу присвоєно звання Героя Радянського Союзу з врученням ордена Леніна та медалі «Золота Зірка».
Після війни демобілізований. Проживав у Маріуполі. Працював на заводі «Азовсталь».
Помер 16 травня 1998 року.